# Janneke Schotveld
Janneke Schotveld (Lelystad, 3 maart 1974) is een Nederlandse kinderboekenschrijver. In 2018 kwam de film Superjuffie uit, die is gebaseerd op het in 2011 uitgegeven gelijknamige boek van Schotveld.

## Biografie
Na de middelbare school studeerde Schotveld creatieve therapie. Daarna volgde zij een opleiding aan de Pabo. Sinds 2007 schrijft zij kinderboeken. Met haar eerste boek Villa Fien won zij de Hotze de Roosprijs. In 2012 ontving zij van de Senaat van de Nederlandse Kinderjury voor haar boek Superjuffie! een Pluim van de kinderjury.

## Bekroningen
- 2008 - Hotze de Roosprijs voor Villa Fien
- 2011 - Glazen Globe voor De flat van Fatima
- 2011 - Kinderboekwinkel publieksprijs voor Zwerfkind van adel
- 2012 - Tip van de Nederlandse Kinderjury + Pluim van de Senaat van de Nederlandse Kinderjury voor Superjuffie!
- 2015 - Tip van de Nederlandse Kinderjury + Pluim van de Senaat van de Nederlandse Kinderjury voor Superjuffie in de soep!
- 2019 - Vlag en Wimpel voor De kikkerbilletjes van de koning en andere sprookjes
- 2022 - Kinderboekwinkelprijs voor De eekhoorn legt een ei